# Paardenveld (IJsselstein)
Paardenveld is een buurt van IJsselstein, in de Nederlandse provincie Utrecht. De wijk heeft 325 inwoners (2023).. 
De buurt grenst met de klok mee aan Nieuwpoort, Panoven, Industrieterrein Lage Dijk en Benschopperpoort en Het Podium.

## Geschiedenis
De buurt is gelegen in de Over Oudlandsche polder en kende lang een agrarische functie met de daarbij horende bebouwing. Rond 1940 werd in het zuiden van de buurt de Zendmast bij het Paardenveld gebouwd. Vanaf de jaren 80 van de 20e eeuw is de buurt geleidelijk aan bebouwd, voorafgegaan aan de bouw van de Beneluxweg door de buurt en aansluitend de bouw van een basculebrug over de Hollandse IJssel.  Het gebied westelijk van de Beneluxweg werd eerst bebouwd, daarna volgde het oostelijke gedeelte. 

## Voorzieningen
Het gebied ten westen van de Beneluxweg kent voornamelijk bebouwing voor maatschappelijke doeleinden zoals een woonzorgcentrum, een school voor praktijkonderwijs en een brandweerkazerne. Het gebied ten oosten van de Beneluxweg is ingericht als bedrijventerrein. Alleen aan de Panoven zijn ook woningen gebouwd. Het zuidelijke gedeelte van het gebied kent grootschalige detailhandel zoals een bouwmarkt. 
Stad: IJsselstein      Buurtschappen: Achtersloot · Klaphek · Knollemanshoek (deels)

Woonwijken: Centrum · Noord · West · Zuid

Woonbuurten: Binnenstad · Nieuwpoort · Groenvliet · Kasteelkwartier · Europakwartier · Oranjekwartier · IJsselveld-Oost · IJsselveld-West · IJsseloevers · Hazenveld en Overwaard · Panoven · De Hoven en De Boomgaard · De Tuinen · Het Hart · De Wereldsteden · De Rivieren · Het Staatse · Benschopperpoort en Het Podium · Achterveld-Zuid · Achterveld-West · Achterveld-Noord · Achterveld-Oost · Eiterse Waard · Landelijk gebied Noord · Landelijk gebied Zuid

Overige buurten: Rijpickerwaard · Paardenveld · Over Oudland · Industrieterrein Lage Dijk · Bedrijventerrein De Corridor
Utrecht · Plaatsen in de provincie      Nederland · Provincies · Gemeenten